# Бєляєв Григорій Миколайович
Григорій Миколайович Бєляєв (1843–1916) — луцький міський голова у 1881—1889 роках, член Державної думи II, III та IV скликань від Волинської губернії.

## Біографія
Православний. Навчався у Курській духовній семінарії, але курсу не скінчив.
Потім витримав іспит на звання вчителя арифметики та геометрії у повітовому училищі, слухав лекції на юридичному факультеті Харківського університету.
У 1863—1867 роках був учителем Льгівського повітового училища. У 1867 році був призначений виконуючим посаду світового посередника 3-ї ділянки Луцького повіту, в 1870 — переведений у 2-у ділянку, а в 1875 — в 1-у ділянку. У 1872—1875 роках виконував посаду Луцького повітового ватажка дворянства.
Землевласник Луцького повіту (1680 десятин, у тому числі придбаний маєток при селі Коршів), домовласник міста Києва (придбаний будинок із садибою вартістю 140 тисяч рублів).
У 1881-1889 роках обирався Луцьким міським головою. У 1890 був обраний дільничним мировим суддею, а в 1896—1905 роках був головою з'їзду мирових суддів округу. Декілька триріч був почесним мировим суддею Луцького судово-світового округу.
Крім того, був почесним народним учителем, почесним піклувальником заснованого ним у Коршеві однокласного народного училища (з 1875) та Луцької міської лікарні (з 1884), а також директором Луцького повітового тюремного відділення (з 1893).
В 1904 вийшов у відставку, дослужившись до чину дійсного статського радника (1903). Призначався, а після введення земства у Західному краї й обирався гласним Луцького повітового та Волинського губернського земства.
У своєму маєтку влаштував зразкове господарство. Був членом Бессарабської партії центру, а потім Всеросійського національного союзу. Входив до ревізійної комісії ВНС (1908—1916).

### Депутат

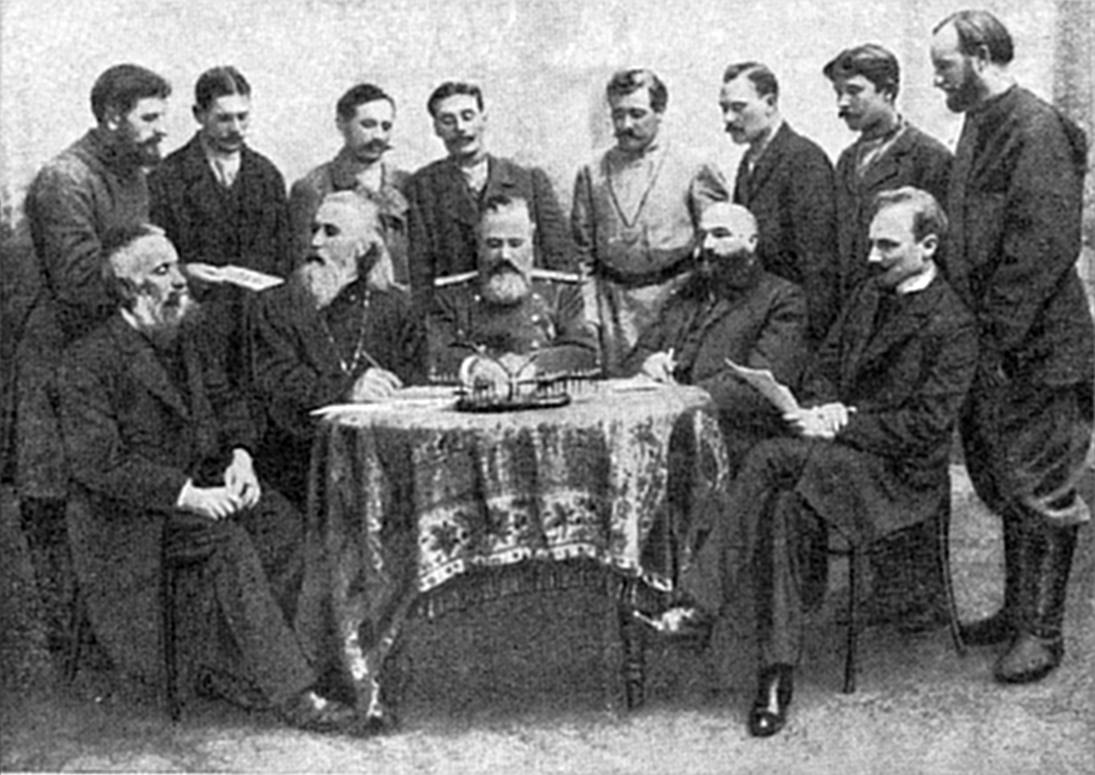
Члени ІІ Державної думи від Волинської губернії: Г. М. Бєляєв — сидить другий праворуч.

У лютому 1907 був обраний членом II Державної думи від Волинської губернії. Входив до фракції «Союзу 17 жовтня» та групи правих і помірних. Виступав з аграрного питання: стверджував, що примусове відчуження приватновласницьких земель призведе до економічних втрат та соціальної кризи.

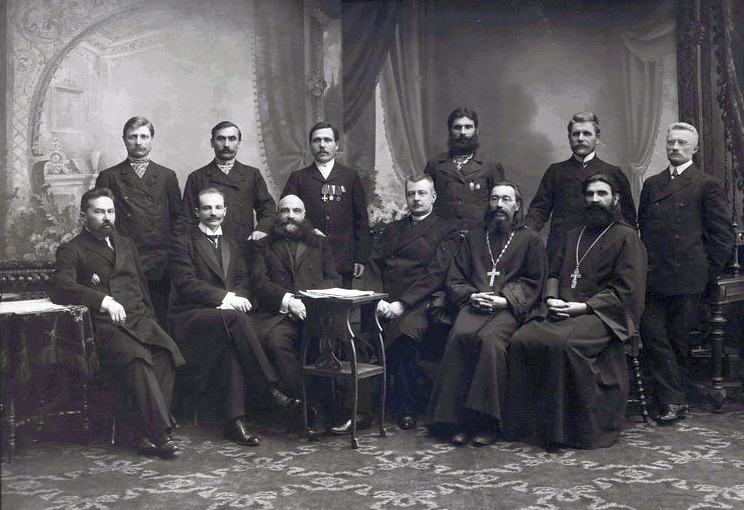
Депутати Державної думи Російської імперії ІІІ скликання від Волинської губернії.
Стоять: Клименко Т. І., Андрійчук М. С., Нікітюк Я. С., Данилюк Я. Г., Герасименко Є. В., Березовський П. В.; сидять: Клопотович В. Ф., Шульгін В. В., Бєляєв Г. М., Волконський В. В., Кирилович Д. Ф., Баранович Д. Я.

У жовтні 1907 р. обраний членом III Державної думи від Волинської губернії. Входив до фракції помірно-правих, з 3-ї сесії — до російської національної фракції. Був членом наступних комісій: розпорядчої, за запитами, сільськогосподарської та щодо заходів боротьби з пияцтвом.
У жовтні 1909 року брав участь у Західно-російському з'їзді, організованому Київським клубом російських націоналістів.
На виборах у IV Державну думу перебував як виборщик Луцького повіту від російського відділення з'їзду землевласників. 4 липня 1913 р. на додаткових виборах був обраний замість Г. Є. Рейна від з'їзду землевласників. Входив до фракції російських націоналістів та помірно-правих (ФНУП), після її розколу в серпні 1915 — до групи прихильників П. М. Балашова. Бував членом комісій: за запитами, розпорядчої, сільськогосподарської та продовольчої.
У роки Першої світової війни представляв Думу в Особливій нараді для обговорення та об'єднання заходів щодо продовольчої справи.
Помер 1916 року від запалення легень.

## Родина
Був одружений, мав двох дітей, серед яких:
- Анатолій Григорович (1871—1934) — луцький повітовий ватажок дворянства, член Державної ради з виборів.

## Нагороди
- Орден Святої Анни 3 ст. (1875)
- Орден Святого Станіслава 2 ст. (1885)
- Орден Святої Анни 2 ст. (1899)
- Медаль «На згадку царювання імператора Олександра III» (1896)
- Відзнака «за поземельний устрій державних селян» (1875)